# Tudorella
Tudorella là một chi ốc đất liền, là động vật chân bụng sống trên cạn động vật thân mềm thuộc họ Pomatiidae.

## Phân bố
This chi land snails inhabits the coasts of miền tây Địa Trung Hải.

## Các loài
Các loài thuộc chi Tudorella bao gồm:
- Tudorella ferruginea (Lamarck, 1822)
- Tudorella mauretanica
- Tudorella sulcata (Draparnaud, 1805)

## Hình ảnh

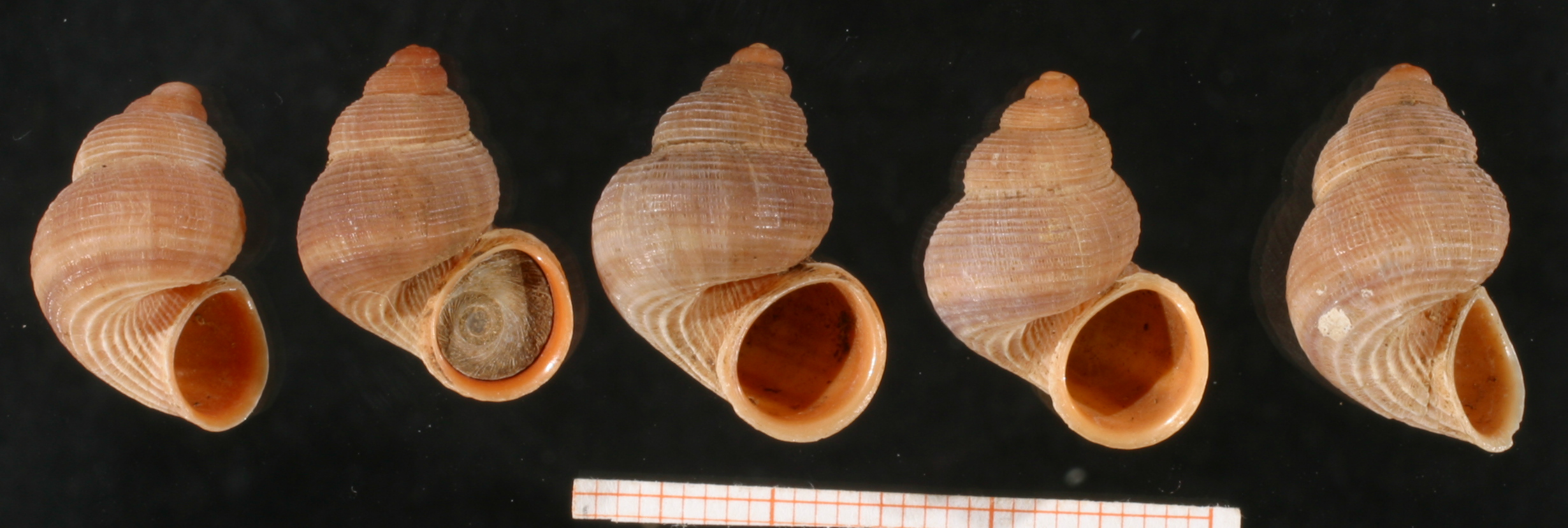
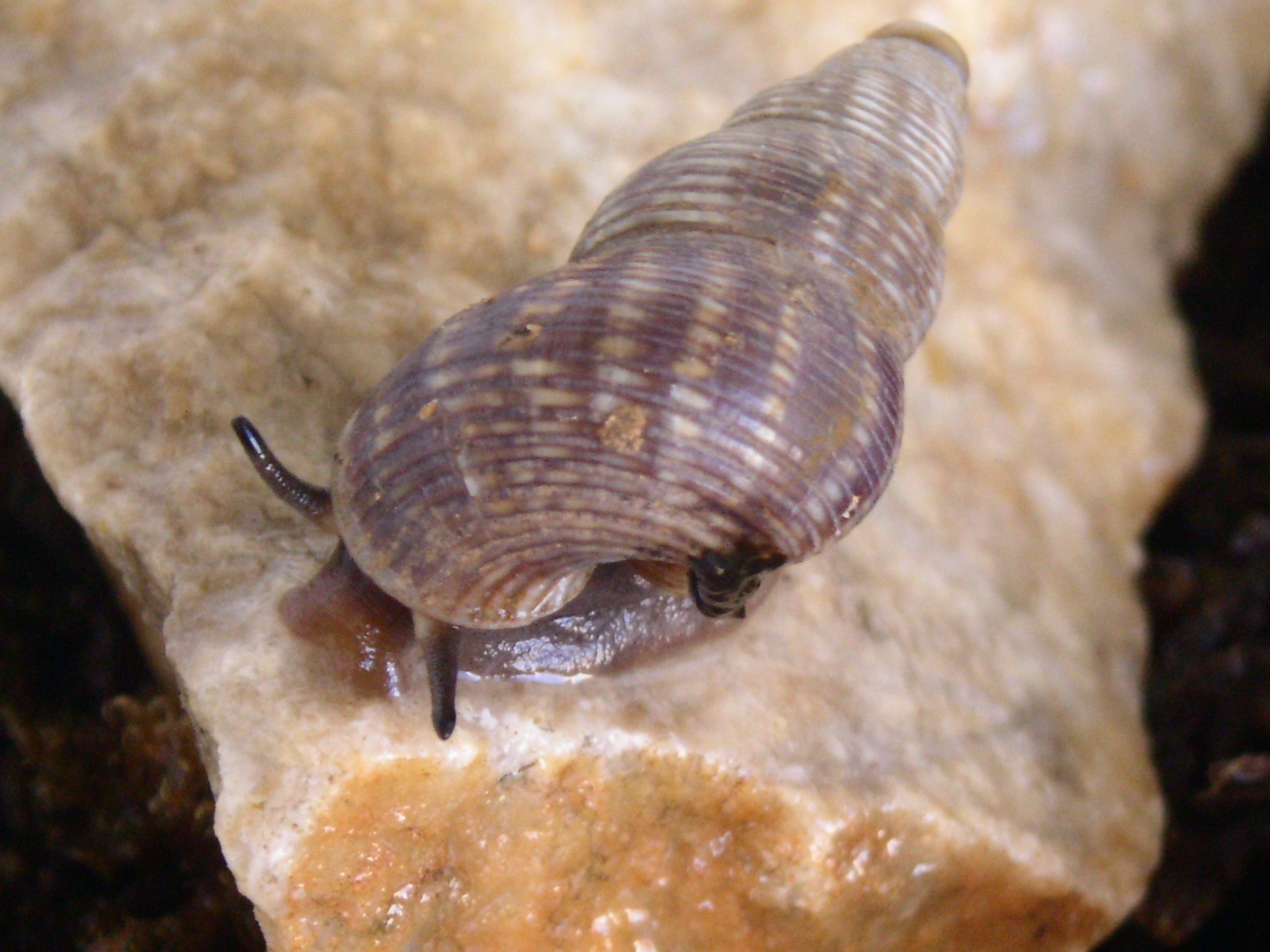